# 2005年全日本綜合羽毛球錦標賽
2005年全日本綜合羽毛球錦標賽（日語：平成17年度全日本総合バドミントン選手権大会），為第59屆全日本綜合羽毛球錦標賽，是日本國內最高級別的羽毛球比賽。本屆賽事於2005年11月30日-12月4日在日本兵庫縣宝塚市舉行。

## 項目獎牌榜
以下為各項目的優勝者及其所屬團體名單：
| 項目     | 金牌                                       | 银牌                                           | 铜牌                                                  |
| 男子單打 | 佐藤翔治（NTT東日本）                      | 佐佐木翔（北都銀行）                           | 佐伯浩一（日本大学）                                  |
| 男子單打 | 佐藤翔治（NTT東日本）                      | 佐佐木翔（北都銀行）                           | 中西洋介（日本UNISYS）                                |
| 女子單打 | 米倉加奈子（YONEX）                        | 廣瀨榮理子（三洋電機）                         | 平山優（早稲田大学）                                  |
| 女子單打 | 米倉加奈子（YONEX）                        | 廣瀨榮理子（三洋電機）                         | 森かおり（三洋電機）                                  |
| 男子雙打 | 仲尾修一 坂本修一（日本UNISYS）            | 舛田圭太 大束忠司（Tonami運輸）                | 福井剛士 池田信太郎（日本UNISYS）                     |
| 男子雙打 | 仲尾修一 坂本修一（日本UNISYS）            | 舛田圭太 大束忠司（Tonami運輸）                | 小宮山元（日本体育大学助手） 平田典靖（日本体育大学） |
| 女子雙打 | 小椋久美子 潮田玲子（三洋電機）            | 赤尾亞希 松田友美（YONEX）                     | 大熊倫子（YONEX） 田井美幸（NTT東日本）               |
| 女子雙打 | 小椋久美子 潮田玲子（三洋電機）            | 赤尾亞希 松田友美（YONEX）                     | 多谷郁惠 脇坂郁（三洋電機）                           |
| 混合雙打 | 舛田圭太（Tonami運輸） 前田美順（NEC九州） | 小宮山元（日本体育大学助手） 松田友美（YONEX） | 松本徹 田井美幸（NTT東日本）                          |
| 混合雙打 | 舛田圭太（Tonami運輸） 前田美順（NEC九州） | 小宮山元（日本体育大学助手） 松田友美（YONEX） | 太田慎二（NTT東日本） 赤尾亞希（YONEX）               |